# Woensdrecht

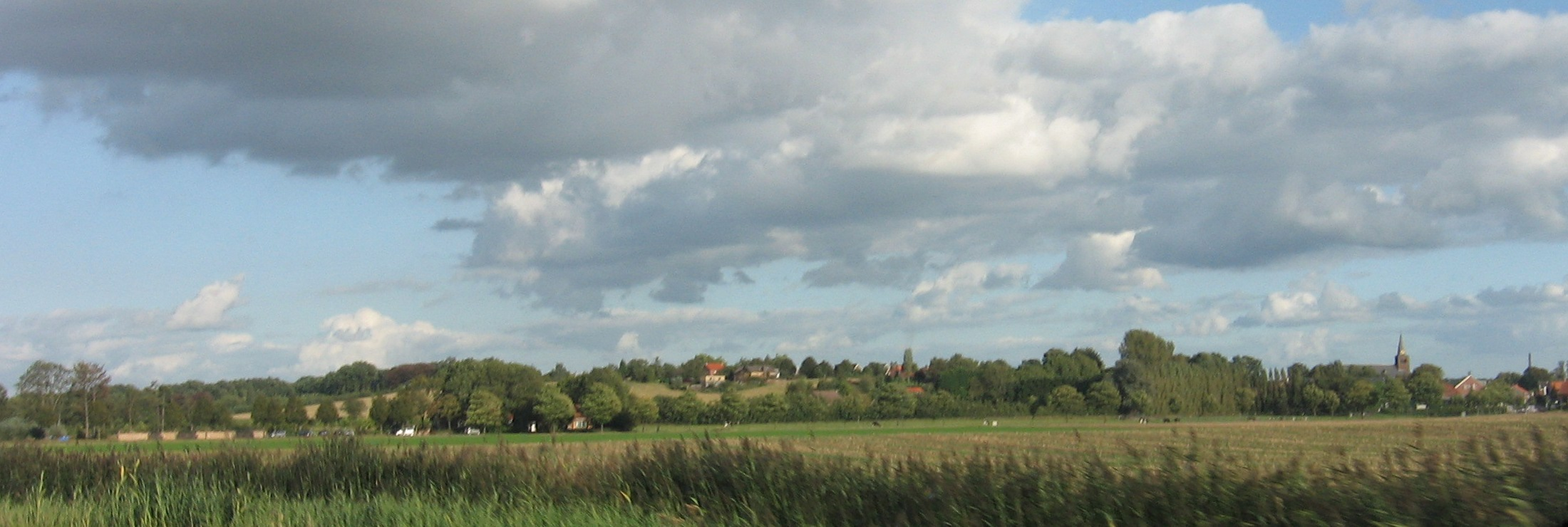

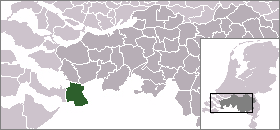
Woensdrechts läge

Woensdrecht är en kommun i provinsen Noord-Brabant i Nederländerna. Kommunens totala area är 91,99 km² (där 0,14 km² är vatten) och invånarantalet är 21 686 invånare (1 februari 2012).